# Golapganj
Golapganj (en bengali : গোলাপগঞ্জ) est une upazila du Bangladesh dans le district de Sylhet. En 2011, on y dénombrait 316 149 habitants.